# Leptopelis bequaerti
Leptopelis bequaerti es una especie de anfibios de la familia Arthroleptidae.
Habita en Liberia y posiblemente en Guinea.
Su hábitat natural incluye marismas de agua fresca.